# Apion detritum
Apion detritum är en skalbaggsart som beskrevs av Étienne Mulsant och Claudius Rey 1859. Apion detritum ingår i släktet Apion, och familjen spetsvivlar. Arten har ej påträffats i Sverige.